# 金山龍屬
金山龍屬（學名：Jingshanosaurus）是恐龍的一屬，生存於侏羅紀早期的中國。牠的化石是一組接近完整包括有頭顱骨的骨骼，是在中國雲南祿豐縣的金山鎮發現的。

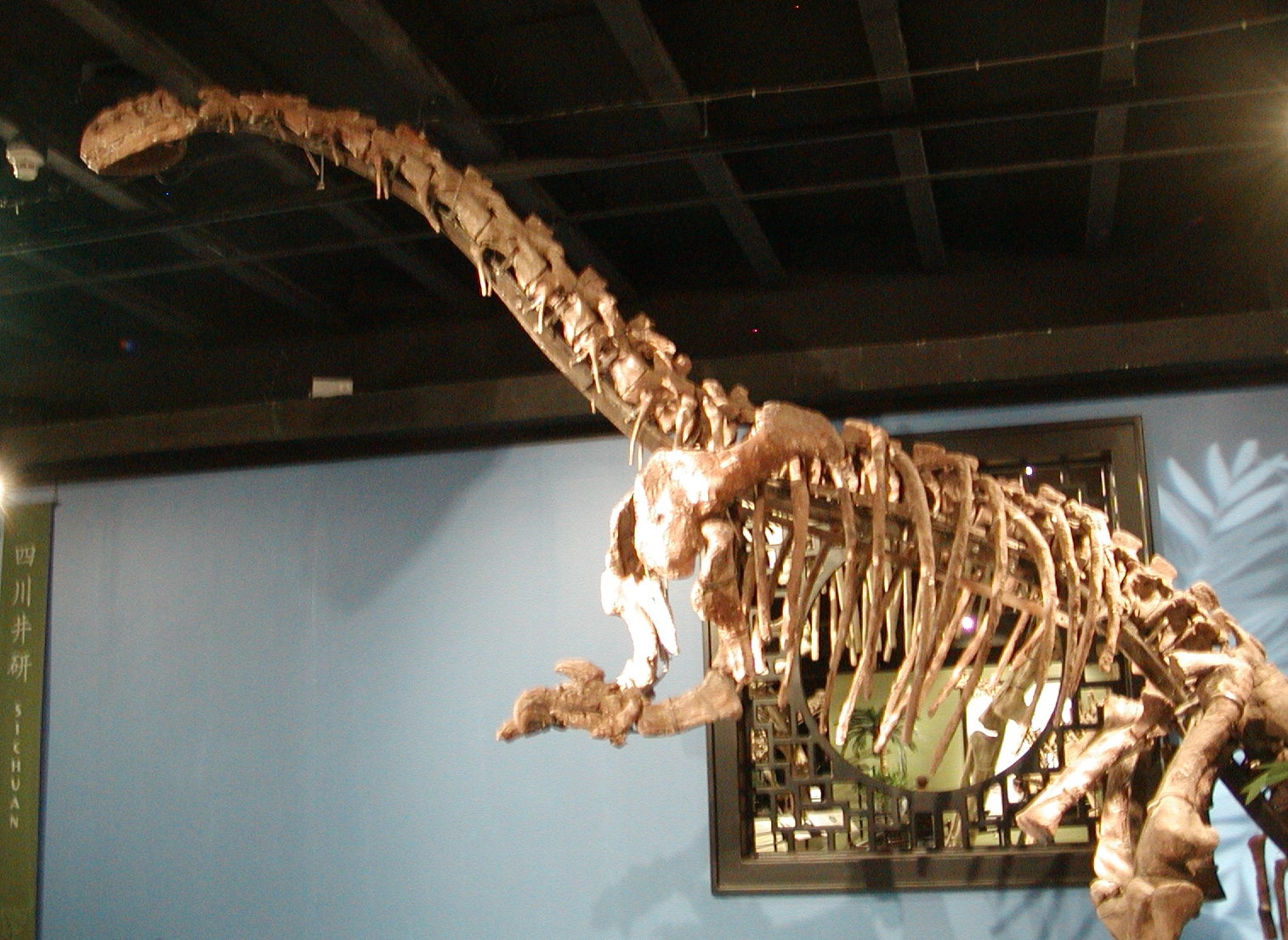
新窪金山龍的骨骼 - 北京自然博物馆

模式種是新窪金山龍（J. xinwaensis），是於1995年被描述的。在被命名之前，金山龍的標本曾在博物館展出多年。
金山龍是生存時期最晚的基础蜥腳類恐龍之一，此時的基础蜥腳類恐龍逐步被大型蜥腳下目恐龍所取代。金山龍可能是雲南龍的近親，有時被歸類於雲南龍科。中國古生物學家董枝明曾提出金山龍是個體型較大的

雲南龍，如果屬實，金山龍將成為雲南龍的次異名。

## 外部連結
- http://web.me.com/dinoruss/de_4/5a6b9c1.htm （页面存档备份，存于）
- https://web.archive.org/web/20071210140548/http://www.nhm.ac.uk/jdsml/nature-online/dino-directory/detail.dsml?Genus=Jingshanosaurus
- 恐龍博物館──金山龍